# Midnight Rain (pjesma Taylor Swift)
"Midnight Rain" je pjesma američke kantautorice Taylor Swift s njenog desetog studijskog albuma, Midnights (2022.). Pjesmu su napisali i producirali Swift i Antonoff. Pjesma ima spor ritam, elektropop produkciju R&B-ja. Pjesmu pokreće distorzirani Moog sintesajzer, a u nekim dijelovima sadrži Swiftov vokal s pomaknutim formantom. U stihovima, pripovjedač razmišlja o izgubljenoj ljubavi i tome kako je odabrala svoju karijeru i slavu umjesto obiteljskog života s bivšim ljubavnikom.
U recenzijama albuma Midnights, neki kritičari su pjesmu smatrali zadivljujućom i hvalili vokalno manipuliran hook i nijansiranu produkciju. Nekoliko drugih smatralo je da je vokalna produkcija odbojna. "Midnight Rain" je dosegao peto mjesto na Billboard Hot 100 i Global 200. Također je uvršten među top 10 u Australiji, Kanadi, Indiji, Maleziji, Filipinima, Portugalu, Singapuru i Vijetnamu; i prvih 20 na Islandu, Luksemburgu i Južnoj Africi. Pjesma je dobila certifikate iz Australije, Kanade i Ujedinjenog Kraljevstva. Swift je pjesmu uvrstila na set listu turneje "The Eras Tour".

## Pozadina
Američka kantautorica Taylor Swift najavila je svoj deseti studijski album na dodjeli MTV Video Music Awards 2022. 28. kolovoza 2022. Kasnije je otkrila naziv albuma, Midnights, i naslovnicu albuma na društvenim mrežama, ali popis pjesama nije odmah otkriven.
21. rujna 2022., točno mjesec dana prije izlaska albuma, Swift je na platformi društvenih medija TikTok najavila kratku seriju od trinaest epizoda pod nazivom Midnights Mayhem with Me. Svrha serije je objaviti naslov pjesme svake epizode kotrljanjem lutrijskog kaveza koji sadrži trinaest ping pong loptica označenih brojevima od jedan do trinaest; svaka kuglica predstavlja stazu. 
U četvrtoj epizodi 28. rujna, Swift je objavila naslov šeste pjesme kao "Midnight Rain". Midnights je objavljen 21. listopada 2022. u izdanju Republic Recordsa. Swift je pjesmu uvrstila na set listu turneje "The Eras Tour" (2023–2024). Tijekom nastupa, Swift je usred nastupa promijenila kostim i ponovno se pojavila u bodiju sa kamenčićima. 
Swift je napisala i producirala "Midnight Rain" s Antonoffom, koji je programirao pjesmu i svirao instrumente uključujući udaraljke, bubnjeve i više sintisajzera (Moog sintisajzer, Juno 6, Prophet-5 i modularni sintisajzer). Antonoff i audio inženjerka Laura Sisk snimili su pjesmu u Rough Customer Studios, Brooklyn, i Electric Lady Studios, New York. "Midnight Rain" je miksao Serban Ghenea, uz pomoć Brycea Bordonea, u studiju MixStar, Virginia Beach, Virginia, a masterirao ju je Randy Merrill u Sterling Soundu, Edgewater, New Jersey.

## Tekstovi
U stihovima, pripovjedač razmišlja o izgubljenoj ljubavi koju je ostavila u svom rodnom gradu i kako je odabrala svoju karijeru i slavu umjesto obiteljskog života; "On je želio udobnost/ Ja sam željela tu bol/ On je želio nevjestu/ Ja sam stvarala svoje ime." Prema zaključku, pripovjedač razmišlja o svojoj neodlučnosti, "Pretpostavljam da ponekad svi budemo na neki način opsjednuti/ I nikad ne mislim na njega osim u ovakvim ponoći." Neki kritičari smatraju da je pjesma središnji dio albuma i komentiraju da najbolje sažima Swiftin koncept "13 besanih noći". Za novinara Esquirea Alana Lighta, stihovi odražavaju Swiftino razmišljanje o vlastitoj karijeri, "odlučnost, ambiciju i žrtve koji su je doveli do tako rijetke visine".

## Zasluge
- Taylor Swift – vokal, tekstopisac, producent
- Jack Antonoff – tekstopisac, producent, modularni sintisajzeri, Juno 6, Moog sintisajzer, Prophet 5, bubnjevi, programiranje, udaraljke, snimanje
- Laura Sisk – snimka
- Megan Searl – pomoćnica inženjera
- Jon Sher – pomoćni inženjer
- John Rooney – pomoćni inženjer
- Randy Merrill – master inženjer
- Serban Ghenea – inženjer miksiranja
- Bryce Bordone – pomoćni inženjer miksa

## Ljestvice
| Ljestvice              | Najviša pozicija |
| ---------------------- | ---------------- |
| Argentina              | 94               |
| Australija             | 5                |
| Austrija               | 52               |
| Češka                  | 22               |
| Danska                 | 33               |
| Filipini               | 2                |
| Francuska              | 111              |
| Hrvatska               | 16               |
| Indija                 | 10               |
| Island                 | 14               |
| Južna Afrika           | 13               |
| Kanada                 | 5                |
| Litva                  | 22               |
| Luksemburg             | 19               |
| Mađarska               | 37               |
| Malezija               | 4                |
| Norveška               | 35               |
| Njemačka               | 92               |
| Portugal               | 10               |
| Singapur               | 3                |
| SAD                    | 5                |
| Slovačka               | 28               |
| Španjolska             | 50               |
| Švedska                | 28               |
| Švicarska              | 26               |
| Ujedinjeno Kraljevstvo | 7                |
| Vijetnam               | 6                |